# 蒲池駅 (愛知県)
蒲池駅（かばいけえき）は、愛知県常滑市蒲池町にある名鉄常滑線の駅である。駅番号はTA19。

## 歴史
- 1913年（大正2年）6月19日 - 愛知電気鉄道により開業[2]。
- 1935年（昭和10年）8月1日 - 名岐鉄道への合併により名古屋鉄道が発足したため、同社の駅となる。
- 1968年（昭和43年）2月16日 - 無人化[3]。
- 2004年（平成16年）12月 - 駅集中管理システム導入。同時にホームを改修し有効長を6両に延長、跨線橋も新設[4]。
- 2005年（平成17年）1月29日 - ダイヤ改正に伴い、すべての急行の特別停車を廃止。
- 2006年（平成18年）4月29日 - ダイヤ改正、朝に下り急行の特別停車が復活。
- 2008年（平成20年）12月27日 - 特別停車する急行2本のうち1本が準急に変わる。
- 2011年（平成23年）
  - 3月26日 - 特別停車する準急が廃止される。
  - 2月11日 - ICカード乗車券「manaca」供用開始。
- 2012年（平成24年）2月29日 - トランパス供用終了。

## 駅構造
2面2線ホームを持つ無人駅。駅集中管理システム（管理駅は常滑駅）が導入されている。改札口は、1番ホーム側のみにあり、2番ホームへは改札内の跨線橋を渡る。かつては2番ホームにも出口が存在したが、トランパス対応化の際に閉鎖された（跨線橋はその際に設置された）。トイレあり、エレベーターはない。ホームは6両分で、駅舎改築時に4両分から延ばされた。
平日朝に下り1本のみ急行が特別停車する。これは、近くにある愛知県立常滑高校の学生輸送の為である。
| 番線 | 路線      | 方向 | 行先                         |
| ---- | --------- | ---- | ---------------------------- |
| 1    | TA 常滑線 | 下り | 中部国際空港方面             |
| 2    | TA 常滑線 | 上り | 太田川・金山・名鉄名古屋方面 |

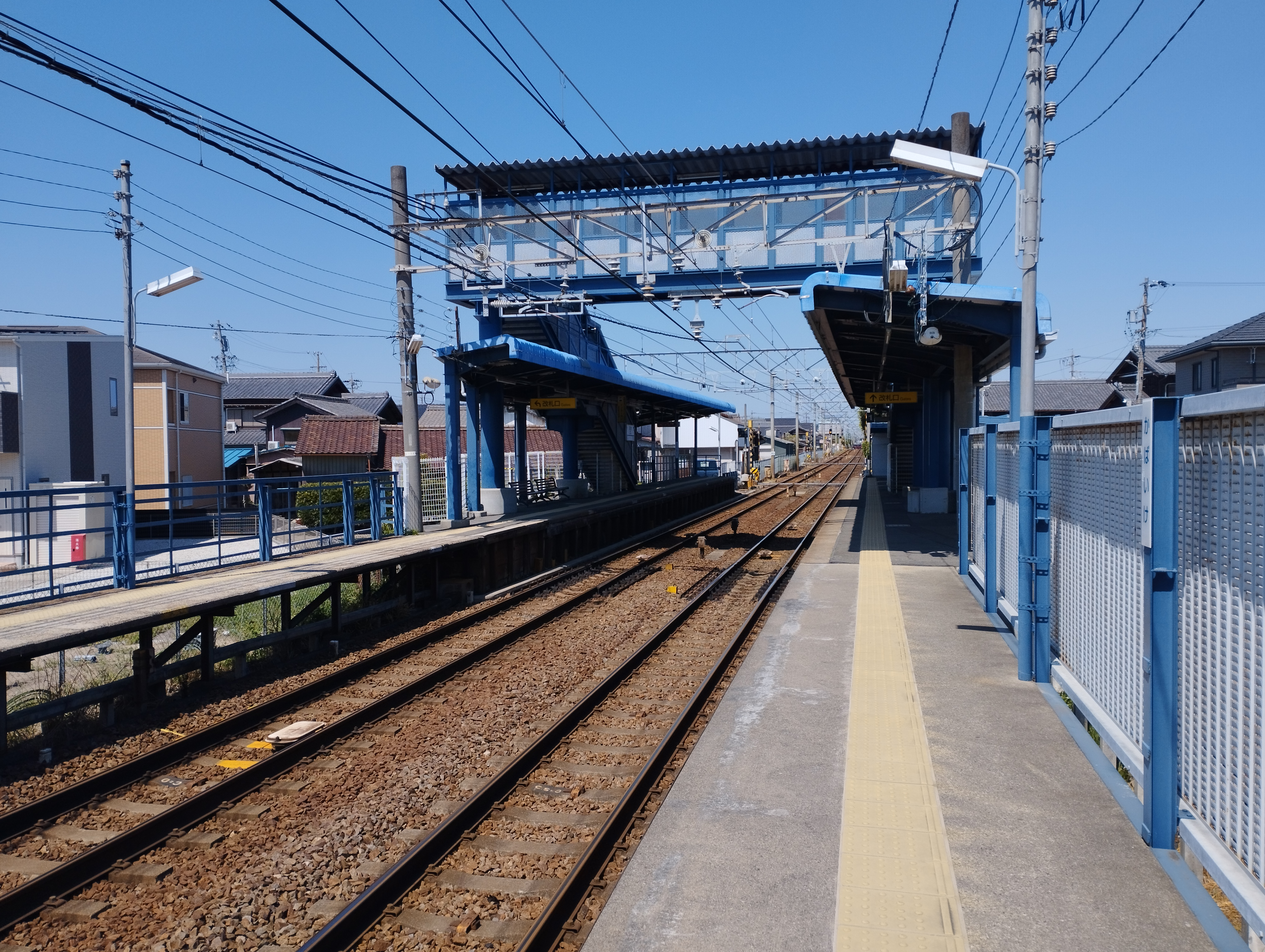
ホーム
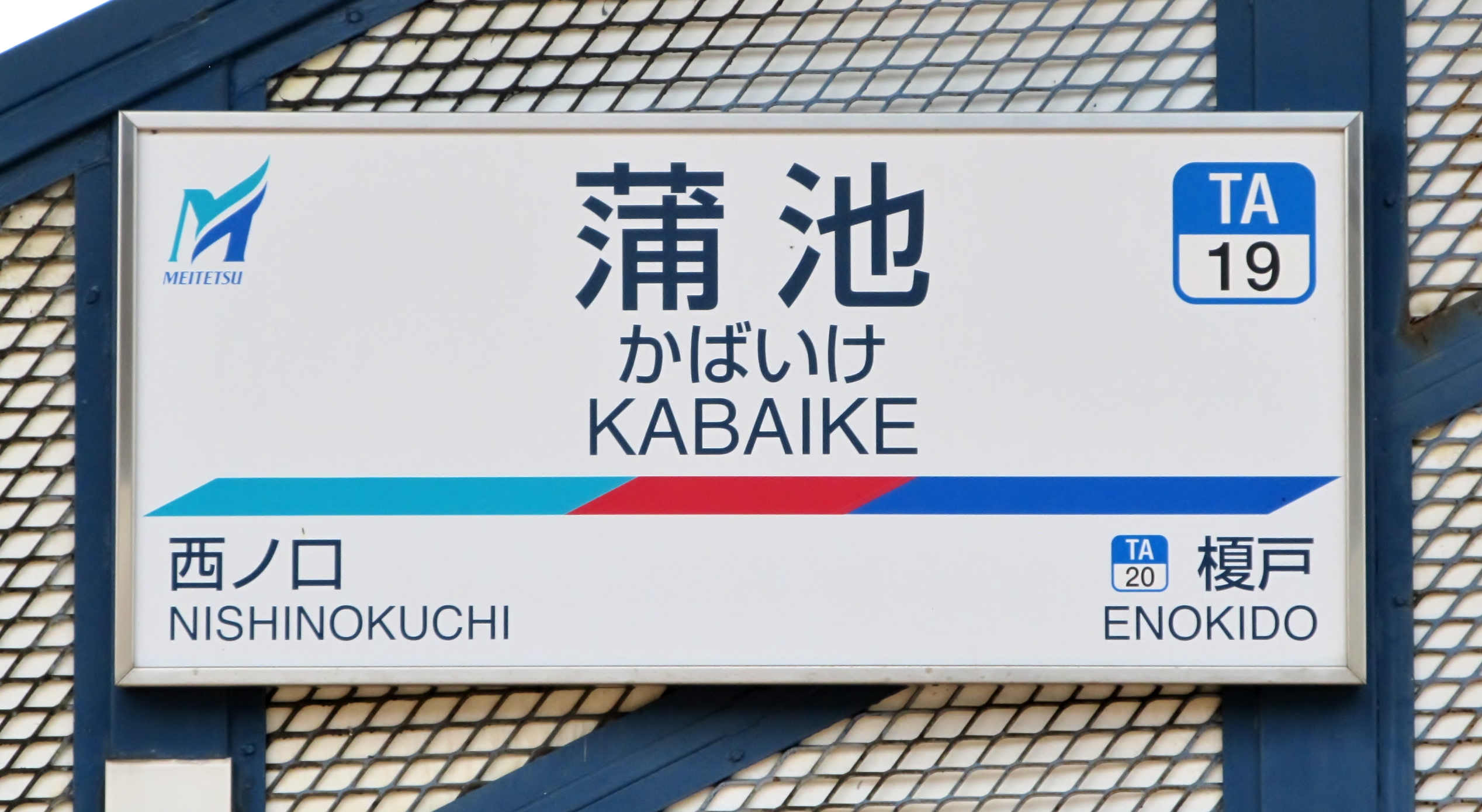
駅名標
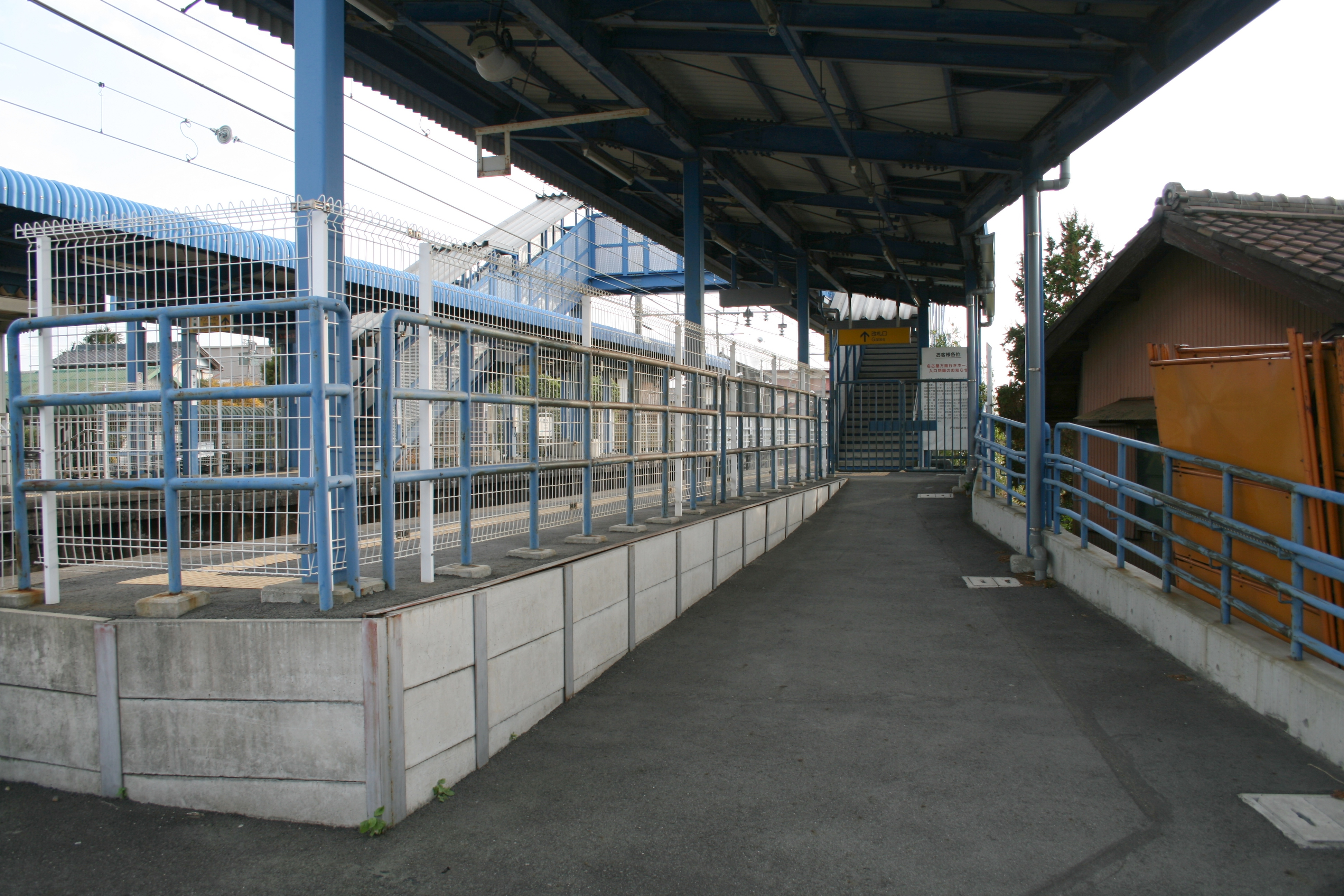
閉鎖された改札口（2009年12月）

### 配線図
| ← 太田川・ 名古屋方面 | 蒲池駅 構内配線略図 | → 常滑・ 中部国際空港方面 |
| 凡例 出典:            |                     |                           |

## 利用状況
- 『名鉄120年：近20年のあゆみ』によると2013年度当時の1日平均乗降人員は1,045人であり、この値は名鉄全駅（275駅）中221位、常滑線・空港線・築港線（26駅）中22位であった[9]。
- 『名古屋鉄道百年史』によると1992年度当時の1日平均乗降人員は840人であり、この値は岐阜市内線均一運賃区間内各駅（岐阜市内線・田神線・美濃町線徹明町駅 - 琴塚駅間）を除く名鉄全駅（342駅）中237位、常滑線・築港線（24駅）中20位であった[10]。

「とこなめの統計」によると、当駅の一日平均乗降客数は以下の通り推移している。
| 年度               | 1日平均 乗降人員 |
| ------------------ | ---------------- |
| 2002年（平成14年） | 691              |
| 2003年（平成15年） | 667              |
| 2004年（平成16年） | 792              |
| 2005年（平成17年） | 880              |
| 2006年（平成18年） | 992              |
| 2007年（平成19年） | 1,050            |
| 2008年（平成20年） | 1,076            |
| 2009年（平成21年） | 1,000            |
| 2010年（平成22年） | 982              |
| 2011年（平成23年） | 952              |
| 2012年（平成24年） | 992              |
| 2013年（平成25年） | 1,045            |
| 2014年（平成26年） | 1,050            |
| 2015年（平成27年） | 1,148            |
| 2016年（平成28年） | 1,232            |

## 駅周辺

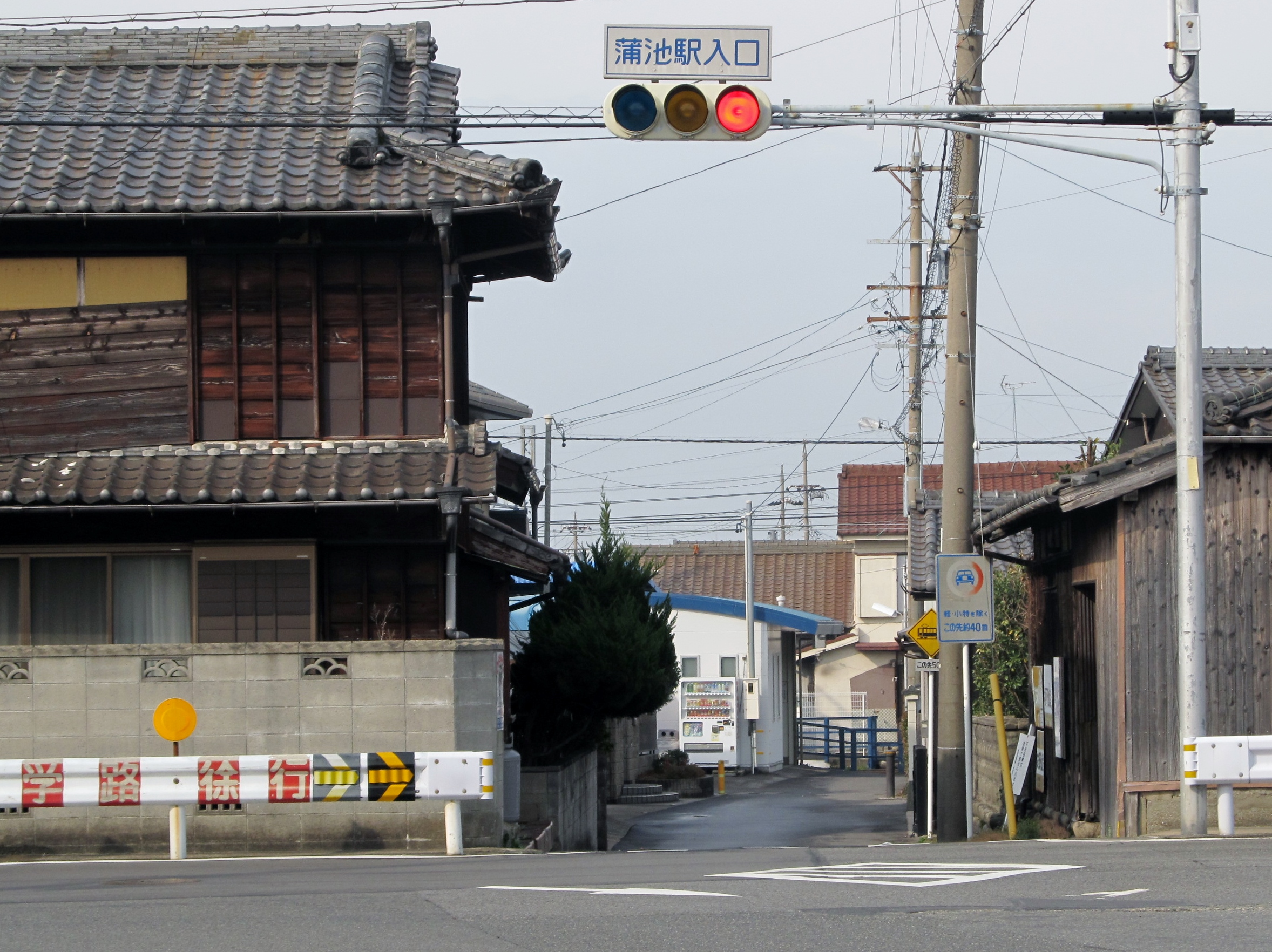
県道252号から見た蒲池駅

周辺には工場が多い。雑多な住宅街の一角にあり、駅前にはロータリー等もないため、車でのアクセスには不向きである。
- 愛知県立常滑高等学校（2006年4月、愛知県立常滑北高等学校と愛知県立常滑高等学校が統合）
- 常滑鬼崎郵便局
- とこなめ市民交流センター
  - 常滑市コミュニティバス 常滑北部・市役所線 「市民交流センター」停留所
- 常滑公園

## 隣の駅
名古屋鉄道
TA 常滑線
□ミュースカイ・■特急・□快速急行・■急行・■準急
通過
■急行（特別停車）・■普通
西ノ口駅 (TA18) - 蒲池駅 (TA19) - 榎戸駅 (TA20)